# スタイル作戦 (1942年)
スタイル作戦 (Operation Style) は第二次世界大戦中のマルタへの航空機輸送作戦の一つ。
空母「イーグル」がスピットファイア31機を載せ、軽巡洋艦「カリブディス」、駆逐艦「Westcott」、「アンテロープ」、「Wrestler」、「Wishart」、「Ithuriel」と共に1942年6月2日にジブラルタルより出撃。6月3日にバレアレス諸島沖でマルタへ向けてスピットファイアを発進させた。31機中4機は途中でMe109により撃墜された。または、31機が発進したが、1機が発艦時に墜落したほかパンテッレリーア島からのMe110による攻撃もあってマルタに着いたのは27機であった。6月4日、帰投。